# 安間千紘
安間 千紘（あんま ちひろ、1981年9月7日 - ）は、日本の女性タレント・女優。ダンサー・振付家としても活動中。本人が描くオリジナルキャラクターに「ちくびウサギ」「ちくびねこ」などがある（商標登録済み）。
東京都出身。ハーヴェストプロダクション所属。和光大学表現学部イメージ文化学科卒業。

## 来歴・人物
- 1987年、ミュージカル『アニー』でデビュー。大河ドラマ『春日局』(NHK）主役幼少期に抜擢、以後テレビドラマ、映画、舞台に多数出演。
- ジャズダンスにおいて名倉加代子を師としている。
- 自身のブログで2011年11月22日（いい夫婦の日）に入籍、2012年2月11日に結婚式を挙げたことを報告[2]。同年9月13日、第一子となる女児を出産[3]。
- シンガーソングライターのさとうあいと仲が良い[4]。

## 芸歴

### 舞台
- 「アニー」(1987年) 青山劇場 /モリー
- 「サウンド オブ ミュージック」/グレーテル
- 「アニー」(1988年) 青山劇場 /モリー
- 「僕のシンデレラ」 青山劇場 /ねずみ/望
- 「夜の鶴」帝国劇場 千賀子
- 「渡る世間は鬼ばかり」芸術座 /愛
- 「ザ・パッチィ・ジャケット」東京芸術劇場・パルコ劇場
- 「シャイン・イット・オン」シアターアプル
- 「渡る世間は鬼ばかり」芸術座・名鉄ホール/ 加奈
- 「スウィッチ」ゆうぽうと
- 「Can't Stop Dancin'2000」 青山劇場
- 「Spark! 6」
- 「Can't Stop Dancin'2002」 青山劇場
- 「ミュージックEXPO2003」愛知県芸術劇場大ホール
- 「ロンドンミュージカル FAME」東京芸術劇場・ル テアトル銀座・近鉄劇場
- 「Can't Stop Dancin'2004」 青山劇場
- 「ロンドンミュージカルFAME」東京芸術劇場
- 「アタック NO.1」振付
- 「日本ジャズダンス芸術協会第1回特別公演」シアターアプル・シアター1010
- 「Can't Stop Dancin'2006」 青山劇場
- 「メッセージ」全国巡回公演 ナノ役
- 「Can't Stop Dancin'2008」 青山劇場
- 「爺さんの空」武蔵野芸能劇場 由利役
- 「夕陽に誓う約束」角筈区民ホール 亜矢子役
- 「Chicret Live vol.1」CRAZY JAM ※ソロライブ
- 「DNA 龍馬からの手紙」大阪・東京公演 おりょう役
- 「Chicret Hour !! vol.2」CRAZY JAM ※スペシャルライブ
- 「バクマツ。」IMAホール　おりょう役

### テレビドラマ
- 火曜サスペンス劇場「署名のない風景画」（日本テレビ）千世
- 大河ドラマ「春日局」（NHK）主演・おふく（幼少期）
- 妻そして女シリーズ「星の砂」（毎日放送）主役家族
- 火曜ミステリー劇場「ベビーシッター桃子の冒険」（テレビ朝日）麻美
- 現代神秘サスペンス「友を裏切るなかれ」（関西テレビ）マリ子
- 八百八町夢日記スペシャル（日本テレビ）千代
- 命みじかく（毎日放送　昼帯連続ドラマ）主役・みき
- 浮浪雲（TBS）おちよ
- 火曜ミステリー劇場「黄金の犬」（テレビ朝日）北守真美
- TBS創立四十周年記念番組 橋田壽賀子スペシャル「源氏物語 上の巻・下の巻」（TBS）明石の姫
- 東芝日曜劇場「娘屋の話―家族の肖像より―」（TBS）
- 生きがいドラマシリーズ 銀の雫「小さな柔道着」（NHK）
- 汚れた舌（TBS）
- ビバ!山田バーバラ（テレビ朝日）
- 愛の迷宮（東海テレビ）タイトルバック ダンサー
- ギラギラ（朝日放送・テレビ朝日）

### 映画
- 「ハリマオ」（1989年・松竹）/千鶴子

### CM
- カシオ計算機「電子ピアノ」
- 学研「キディランド」